# Morales de Campos (kommunhuvudort)
Morales de Campos är en kommunhuvudort i Spanien.   Den ligger i provinsen Provincia de Valladolid och regionen Kastilien och Leon, i den centrala delen av landet, 200 km nordväst om huvudstaden Madrid. Morales de Campos ligger 749 meter över havet och antalet invånare är 172.
Terrängen runt Morales de Campos är platt. Runt Morales de Campos är det glesbefolkat, med 13 invånare per kvadratkilometer. Närmaste större samhälle är Medina de Ríoseco, 10,9 km öster om Morales de Campos. Trakten runt Morales de Campos består till största delen av jordbruksmark.